# Seria GP2 – Catalunya 2010
Runda GP2 na torze Catalunya – pierwsza runda mistrzostw serii GP2 w sezonie 2010.

## Wyniki

### Sesja treningowa
| Nr | Kierowca | Konstruktor    | Czas     | Okr. |
| -- | -------- | -------------- | -------- | ---- |
| 2  | Sam Bird | ART Grand Prix | 1:28,511 | 16   |

### Kwalifikacje
Źródło: Autosport
| Poz. | Nr | Kierowca            | Konstruktor             | Czas     | Poz. s. |
| ---- | -- | ------------------- | ----------------------- | -------- | ------- |
| 1    | 1  | Jules Bianchi       | ART Grand Prix          | 1:27,727 | 1       |
| 2    | 4  | Sergio Pérez        | Barwa Addax Team        | 1:28,011 | 2       |
| 3    | 2  | Sam Bird            | ART Grand Prix          | 1:28,241 | 3       |
| 4    | 8  | Christian Vietoris  | Racing Engineering      | 1:28,254 | 4       |
| 5    | 9  | Oliver Turvey       | iSport International    | 1:28,298 | 5       |
| 6    | 16 | Charles Pic         | Arden International     | 1:28,300 | 6       |
| 7    | 7  | Dani Clos           | Racing Engineering      | 1:28,372 | 7       |
| 8    | 6  | Marcus Ericsson     | Super Nova Racing       | 1:28,376 | 8       |
| 9    | 15 | Pastor Maldonado    | Rapax Team              | 1:28,670 | 9       |
| 10   | 10 | Davide Valsecchi    | iSport International    | 1:28,714 | 10      |
| 11   | 19 | Fabio Leimer        | Ocean Racing Technology | 1:28,723 | 11      |
| 12   | 27 | Giacomo Ricci       | David Price Racing      | 1:29,000 | 12      |
| 13   | 3  | Giedo van der Garde | Barwa Addax Team        | 1:29,000 | 16      |
| 14   | 14 | Luiz Razia          | Rapax Team              | 1:29,065 | 13      |
| 15   | 22 | Johnny Cecotto Jr.  | Trident Racing          | 1:29,129 | 14      |
| 16   | 11 | Jérôme d’Ambrosio   | DAMS                    | 1:29,238 | 15      |
| 17   | 20 | Alberto Valerio     | Scuderia Coloni         | 1:29,382 | 17      |
| 18   | 5  | Josef Král          | Super Nova Racing       | 1:29,382 | 18      |
| 19   | 18 | Max Chilton         | Ocean Racing Technology | 1:29,437 | 19      |
| 20   | 25 | Michael Herck       | David Price Racing      | 1:29,518 | 20      |
| 21   | 24 | Adrian Zaugg        | Trident Racing          | 1:29,518 | 21      |
| 22   | 12 | Ho-Pin Tung         | DAMS                    | 1:29,519 | 22      |
| 23   | 21 | Władimir Arabadżiew | Scuderia Coloni         | 1:30,209 | 23      |
| 24   | 17 | Rodolfo González    | Arden International     | 1:30,209 | 24      |
| Poz. | Nr | Kierowca            | Konstruktor             | Czas     | Poz. s. |

## Wyniki

### Główny wyścig

#### Wyścig
Źródło: Wyprzedź Mnie!
| P                 | + / –     | Nr | Kierowca            | Konstruktor             | Okr. | Czas / Strata | Komentarz |
| ----------------- | --------- | -- | ------------------- | ----------------------- | ---- | ------------- | --------- |
| 1                 | 5         | 16 | Charles Pic         | Arden International     | 37   | 57:54,177     |           |
| 2                 | 10        | 27 | Giacomo Ricci       | David Price Racing      | 37   | +0:01,489     |           |
| 3                 | 4         | 7  | Dani Clos           | Racing Engineering      | 37   | +0:04,209     |           |
| 4                 | 2         | 4  | Sergio Pérez        | Barwa Addax Team        | 37   | +0:05,111     |           |
| 5                 | Bez zmian | 9  | Oliver Turvey       | iSport International    | 37   | +0:18,339     |           |
| 6                 | 3         | 15 | Pastor Maldonado    | Rapax Team              | 37   | +0:30,211     |           |
| 7                 | 6         | 14 | Luiz Razia          | Rapax Team              | 37   | +0:30,588     |           |
| 8                 | 3         | 19 | Fabio Leimer        | Ocean Racing Technology | 37   | +0:34,231     |           |
| 9                 | 6         | 2  | Sam Bird            | ART Grand Prix          | 37   | +0:35,961     |           |
| 10                | Bez zmian | 10 | Davide Valsecchi    | iSport International    | 37   | +0:44,064     |           |
| 11                | 3         | 6  | Marcus Ericsson     | Super Nova Racing       | 37   | +0:50,352     |           |
| 12                | 6         | 5  | Josef Král          | Super Nova Racing       | 37   | +0:51,682     |           |
| 13                | 9         | 12 | Ho-Pin Tung         | DAMS                    | 37   | +0:53,450     |           |
| 14                | 3         | 20 | Alberto Valerio     | Scuderia Coloni         | 37   | +0:59,837     |           |
| 15                | 9         | 17 | Rodolfo González    | Arden International     | 37   | +1:05,180     |           |
| 16                | 5         | 24 | Adrian Zaugg        | Trident Racing          | 37   | +1:06,394     |           |
| 17                | 3         | 25 | Michael Herck       | David Price Racing      | 37   | +1:06,589     |           |
| 18                | 1         | 18 | Max Chilton         | Ocean Racing Technology | 37   | +1:11,572     |           |
| 19                | 4         | 21 | Władimir Arabadżiew | Scuderia Coloni         | 37   | +1:16,292     |           |
| 20                | 4         | 3  | Giedo van der Garde | Barwa Addax Team        | 37   | +1:17,173     |           |
| Niesklasyfikowani |           |    |                     |                         |      |               |           |
|                   |           | 11 | Jérôme d’Ambrosio   | DAMS                    | 0    |               |           |
|                   |           | 22 | Johnny Cecotto Jr.  | Trident Racing          | 0    |               |           |
|                   |           | 1  | Jules Bianchi       | ART Grand Prix          | 0    |               |           |
|                   |           | 8  | Christian Vietoris  | Racing Engineering      | 0    |               |           |
| P                 | + / –     | Nr | Kierowca            | Konstruktor             | Okr. | Czas / Strata | Komentarz |

#### Najszybsze okrążenie
| Nr | Kierowca | Konstruktor    | Czas     | Okr. |
| -- | -------- | -------------- | -------- | ---- |
| 2  | Sam Bird | ART Grand Prix | 1:31,754 | 4    |

### Sprint

#### Wyścig
Źródło: Wyprzedź Mnie!
| P                 | + / – | Nr | Kierowca            | Konstruktor             | Okr. | Czas / Strata | Komentarz |
| ----------------- | ----- | -- | ------------------- | ----------------------- | ---- | ------------- | --------- |
| 1                 | 7     | 19 | Fabio Leimer        | Ocean Racing Technology | 25   | 38:31,849     |           |
| 2                 | 5     | 14 | Luiz Razia          | Rapax Team              | 25   | +0:00,755     |           |
| 3                 | 2     | 15 | Pastor Maldonado    | Rapax Team              | 25   | +0:04,850     |           |
| 4                 | 5     | 2  | Sam Bird            | ART Grand Prix          | 25   | +0:14,274     |           |
| 5                 | 3     | 9  | Oliver Turvey       | iSport International    | 25   | +0:26,785     |           |
| 6                 | 2     | 7  | Dani Clos           | Racing Engineering      | 25   | +0:27,433     |           |
| 7                 | 1     | 16 | Charles Pic         | Arden International     | 25   | +0:28,459     |           |
| 8                 | 3     | 27 | Giacomo Ricci       | David Price Racing      | 25   | +0:29,077     |           |
| 9                 | 11    | 3  | Giedo van der Garde | Barwa Addax Team        | 25   | +0:29,889     |           |
| 10                | 3     | 12 | Ho-Pin Tung         | DAMS                    | 25   | +0:31,323     |           |
| 11                | 1     | 10 | Davide Valsecchi    | iSport International    | 25   | +0:39,226     |           |
| 12                | 11    | 1  | Jules Bianchi       | ART Grand Prix          | 25   | +0:39,584     |           |
| 13                | 8     | 11 | Jérôme d’Ambrosio   | DAMS                    | 25   | +0:39,661     |           |
| 14                | 1     | 17 | Rodolfo González    | Arden International     | 25   | +0:51,383     |           |
| 15                | 1     | 24 | Adrian Zaugg        | Trident Racing          | 25   | +0:51,971     |           |
| 16                | 2     | 18 | Max Chilton         | Ocean Racing Technology | 25   | +0:52,473     |           |
| 17                | 5     | 22 | Johnny Cecotto Jr.  | Trident Racing          | 25   | +0:53,489     |           |
| 18                | 6     | 8  | Christian Vietoris  | Racing Engineering      | 25   | +0:54,129     |           |
| 19                | 7     | 5  | Josef Král          | Super Nova Racing       | 25   | +0:54,772     |           |
| 20                | 1     | 21 | Władimir Arabadżiew | Scuderia Coloni         | 25   | +0:56,388     |           |
| 21                | 4     | 25 | Michael Herck       | David Price Racing      | 25   | +1:05,541     |           |
| Niesklasyfikowani |       |    |                     |                         |      |               |           |
|                   |       | 6  | Marcus Ericsson     | Super Nova Racing       | 2    |               |           |
|                   |       | 20 | Alberto Valerio     | Scuderia Coloni         | 0    |               |           |
|                   |       | 4  | Sergio Pérez        | Barwa Addax Team        | 0    |               |           |
| P                 | + / – | Nr | Kierowca            | Konstruktor             | Okr. | Czas / Strata | Komentarz |

#### Najszybsze okrążenie
| Nr | Kierowca     | Konstruktor             | Czas     | Okr. |
| -- | ------------ | ----------------------- | -------- | ---- |
| 19 | Fabio Leimer | Ocean Racing Technology | 1:31,229 | 7    |

## Lista startowa
| Team                          | Nr | Kierowca            |
| ----------------------------- | -- | ------------------- |
| ART Grand Prix                | 1  | Jules Bianchi       |
| ART Grand Prix                | 2  | Sam Bird            |
| Barwa Addax Team              | 3  | Giedo van der Garde |
| Barwa Addax Team              | 4  | Sergio Pérez        |
| Super Nova Racing             | 5  | Josef Král          |
| Super Nova Racing             | 6  | Marcus Ericsson     |
| Fat Burner Racing Engineering | 7  | Dani Clos           |
| Fat Burner Racing Engineering | 8  | Christian Vietoris  |
| iSport International          | 9  | Oliver Turvey       |
| iSport International          | 10 | Davide Valsecchi    |
| Renault F1 Junior Team        | 11 | Jérôme d’Ambrosio   |
| Renault F1 Junior Team        | 12 | Ho-Pin Tung         |
| Rapax Team                    | 14 | Luiz Razia          |
| Rapax Team                    | 15 | Pastor Maldonado    |
| Arden International           | 16 | Charles Pic         |
| Arden International           | 17 | Rodolfo González    |
| Ocean Racing Technology       | 18 | Max Chilton         |
| Ocean Racing Technology       | 19 | Fabio Leimer        |
| PPR.com Scuderia Coloni       | 20 | Alberto Valerio     |
| PPR.com Scuderia Coloni       | 21 | Władimir Arabadżiew |
| Trident Racing                | 22 | Johnny Cecotto Jr.  |
| Trident Racing                | 24 | Adrian Zaugg        |
| David Price Racing            | 25 | Michael Herck       |
| David Price Racing            | 27 | Giacomo Ricci       |